# Chiều dài
Trong vật lý, chiều dài (hay độ dài khi nói về độ lớn của khoảng cách) là khái niệm cơ bản chỉ trình tự của các điểm dọc theo một đường nằm trong không gian và đo lượng (nhiều hay ít) mà điểm này nằm trước hoặc sau điểm kia. Trong ngôn ngữ thông dụng, chiều dài là một trường hợp của khoảng cách. Chiều dài của một vật thể là kích thước mở rộng của nó, tức là cạnh dài nhất của nó.

## Lịch sử

### Sử dụng bộ phận cơ thể con người làm đơn vị đo chiều dài
Cách xác định đơn vị độ dài đã thay đổi rất nhiều theo thời gian. Từ xưa, cơ sở để tạo ra đơn vị đo chiều dài là bộ phận của cơ thể con người. Ví dụ, cubit (1 cubit = 45.72 Centimet) là đơn vị biểu thị chiều dài được tính bằng từ khuỷu tay đến đầu ngón tay. Đơn vị này được sử dụng trong các nền văn hóa cổ đại như Lưỡng Hà, Ai Cập và La Mã. Chiều dài của đơn vị này khác nhau tùy theo các vùng miền, khoảng từ 450 đến 500 Milimét. Ngoài ra, thước đo độ dài tiêu chuẩn trong các thời đại này là bộ phận cơ thể của người cai trị lãnh thổ hoặc một số người có quyền khác. Ngày nay, các đơn vị đo chiều dài dựa trên bộ phận cơ thể người vẫn được dùng ở các quốc gia như Hoa Kỳ ví dụ như Foot, Inch,...

### Sử dụng Trái Đất để tạo ra đơn vị đo chiều dài
Khi Kỷ nguyên khám phá kết thúc và ngành công nghiệp chủ yếu phát triển ở Tây Âu, việc thống nhất các đơn vị đo độ dài trên toàn cầu đã trở nên cần thiết. Vào thế kỷ thứ 17, những cuộc thảo luận đã diễn ra ở Châu Âu nhằm thống nhất các đơn vị đo. Sau khoảng một thế kỷ, Pháp đã đề xuất đơn vị Mét (có nghĩa là "đo" trong tiếng Hy Lạp) vào năm 1791, trong đó 1 mét bằng 1/10.000.000 khoảng cách của Kinh tuyến cực Bắc đến Xích đạo.

### Sử dụng tốc độ ánh sáng để tạo ra đơn vị đo chiều dài
Trong Hội nghị chung về Trọng lượng và Đo lường (CGPM) được tổ chức vào năm 1960, chiều dài của một mét được xác định theo bước sóng của ánh sáng màu da cam phát ra từ nguyên tố krypton-86 trong chân không. Năm 1983, nhờ những tiến bộ trong công nghệ laser, chiều dài của một mét được tính dựa trên tốc độ ánh sáng trong một khoảng thời gian. Ngày nay, một mét được định nghĩa là "khoảng cách mà ánh sáng truyền được trong chân không trong 1 / 299.792.458 giây", như được định nghĩa vào năm 1983.

## Đơn vị đo độ dài trong hệ thống đo lường quốc tế
Trong Hệ thống đo lường quốc tế, mét (m) được sử dụng làm đơn vị SI (đơn vị cơ sở) của chiều dài.
| Đơn vị   | Kí hiệu viết tắt | Độ dài chuyển đổi sang mét |
| -------- | ---------------- | -------------------------- |
| Kilômét  | km               | 1000                       |
| Centimet | cm               | 0,01                       |
| Milimét  | mm               | 0,001                      |
| Micrômét | μm               | 0,000001                   |
| Nanômét  | nn               | 0,000000001                |
| Đêximét  | dm               | 0,1                        |
| Đêcamét  | dam              | 10                         |
| Héctômét | hm               | 100                        |

Ngoài ra còn có các đơn vị khác như:
| 1 Inch    | = 25,4 milimet     |
| 1 Foot    | = 0,3048 mét       |
| 1 Yard    | = 0,9144 mét       |
| 1 Dặm Anh | = 1,609344 kilomet |